# Манастириште Свете Петке
Манастириште посвећено Светој Петки се налази у североисточном делу села Смољинац, на месту које се и данас зове Манастир. Мада нема никаквих видљивих трагова цркве, нити постоје икакви записи и натписи који би потврдили да је ту постојала богомоља, сам назив потеса убедљиво говори да је он ту заиста био. А пошто се налази у пределу који се одвајкада зове Змајевац, у народу се често помиње манастир Змајевац.
Манастир је славио Свету Параскеву и Св. Вратоломеја и Варнаву. На Свету Параскеву, сваке године се крај извора окупља мноштво света из Смољинца, Кобиља, Шапина, Забреге... Ту се такође реже колач и на Св. Вратоломеја и чини литија.
На месту где се налазио манастир и данас је многопоштована света и лековита вода на коју долазе становници Смољинца и свих околних села јер сви верују да та вода лечи од болести очију и да јача организам.
Садашњу капелу, налик на црквицу, димензија 5,40 х 5 х 6m саградила су мештани  Смољинца 1991. године. Идући ка главном извору, одмах до капеле са десне стране сазидан је и дом за окупљање народа са неопходним просторијама.